# José Koopmans
José Koopmans (* 1. September 1939 in Kampen (Niederlande) als Joop Koopmans; † 3. Juni 2011 in Teixera de Freitas, Brasilien)
war ein niederländischer Priester und Sozialreformer.

## Leben und Werk
José Koopmans wurde am 1. September 1939 in der niederländischen Kleinstadt Kampen geboren. Nach einer Ausbildung als Einzelhandelskaufmann entschied er sich für ein Studium der katholischen Theologie in Wien. Aufgrund seines Interesses für soziale Fragen entschloss er sich nach der Priesterweihe und einer kurzfristigen Verpflichtung in der Pfarre Rodaun, nach Brasilien zu gehen.
Aus der geplanten Studienreise wurde ein lebenslanger Aufenthalt. Joop Koopmans blieb bis zu seinem Lebensende in Brasilien und nahm einige Jahre nach seiner Ankunft die brasilianische Staatsbürgerschaft an. Er arbeitete bis 1989 als Kaplan, später auch als Pfarrer in Itanhém. Neben seiner religiösen Arbeit engagierte er sich sehr im sozialen Bereich, förderte Basisgemeinden, errichtete ein Sozialzentrum und engagierte sich in der Frage der Landlosen (sem terra). Sein soziales Engagement brachte José Koopmans immer wieder in Konflikt mit Politikern, Konzernen und Großgrundbesitzern. Auch Teile der Amtskirche waren mit seinen – im Sozialbereich als radikal eingestuften – Thesen oftmals nicht einverstanden.
1989 zog er nach Teixeira de Freitas und gründete dort ein Zentrum zur Verteidigung der Menschenrechte. Auch die sozialen Aspekte der ökologischen Konflikte (Waldrodungen, Errichtung von neuen Plantagen) in Brasilien rückten immer mehr in den Fokus seiner Tätigkeit. Im Zuge dessen setzte er sich gegen den massiven Anbau von Eukalyptus-Monokulturen in den Bundesstaaten Bahia und Espirito Santo ein.
Seine Arbeit steht in direkter Verbindung zur Theologie der Befreiung, die er trotz kircheninterner Kritik immer als eine der wesentlichsten Strömungen innerhalb der katholischen Kirche auffasste. Ebenso wie die internen Kritiker konnten auch die zahlreichen Morddrohungen, die gegen ihn ausgesprochen wurden, nicht von seinem Engagement für soziale Gerechtigkeit und Ökologie abbringen.

## Die Stiftung
José Koopmans plötzlicher Tod am 3. Juni 2011 kam unerwartet. Da er – erst wenige Monate vor seinem Tod – die Stiftung FUNPAJ – Fundação Padre José Koopmans gegründet hatte, wird sein Lebenswerk fortgeführt. Mehrere Buchveröffentlichungen und Dokumentarfilme erinnern auch heute noch an sein Engagement für die brasilianische Bevölkerung und Natur.

## Filme über José Koopmans
- Das Leben umarmen, Mödling 1990
- Landnahme, Wien 1997

| Personendaten    | Personendaten                                |
| ---------------- | -------------------------------------------- |
| NAME             | Koopmans, José                               |
| ALTERNATIVNAMEN  | Koopmans, Joop (Geburtsname)                 |
| KURZBESCHREIBUNG | niederländischer Priester und Sozialreformer |
| GEBURTSDATUM     | 1. September 1939                            |
| GEBURTSORT       | Kampen (Niederlande)                         |
| STERBEDATUM      | 3. Juni 2011                                 |
| STERBEORT        | Teixera de Freitas                           |